# Grube Haverlahwiese
Die Grube Haverlahwiese (oder das Eisenerzbergwerk Haverlahwiese) war ein eisenerzförderndes Bergwerk im Salzgitterrevier. Es lag an der Westflanke des Salzgitter-Höhenzuges zwischen den Ortschaften (Salzgitter-)Lichtenberg im Norden, Steinlah im Süden, Gebhardshagen im Osten und Gustedt im Westen. Das Bergwerk war einst die größte Eisenerzgrube in Deutschland und eine der förderstärksten in Europa. Die Grube Haverlahwiese stellte am 30. Juni 1982 als letztes Bergwerk im Raum Salzgitter/Peine die Förderung ein.

## Geologie
Die Eisenerzlagerstätte Haverlahwiese erstreckt sich in nordwestnördlicher – südostsüdlicher Streichrichtung über eine Länge von rund 6 km. Die Mächtigkeit beträgt zwischen 2 und 100 m im Großen Kolk und das Lager reicht stellenweise bis in eine Teufe von 1100 m. Es beißt im mittleren Teil über 3,5 km streichender Länge an der Oberfläche aus und fällt von dort steil bis überkippt in die Teufe ein, wo es allmählich immer flacher gelagert ist. Die Lagerstätte ist mehrfach gestört und verworfen. Das Brauneisenstein-Erzlager besteht aus Ooiden und Trümmererzstücken aus der Unterkreide und ist marin-sedimentär (durch Ablagerung am Grund eines flachen, prähistorischen Meeres) entstanden. Durch tektonische Prozesse in der Erdkruste wurden darunterliegende Salzschichten hochgedrückt und haben das Lager dabei steil aufgerichtet. Im späteren Fördererz betrug der durchschnittliche Eisengehalt circa 34 %.

## Geschichte

### Vorläuferbergbau
Schon in der ersten Hälfte des 19. Jahrhunderts wurde im Bereich der späteren Grube Haverlahwiese in bescheidenem Umfang Bergbau auf Eisenerze im Stollen- und Tagebaubetrieb durch kleinere Gewerke oder Eigenlehner betrieben. In der zweiten Hälfte des 19. Jahrhunderts interessierte sich die Industrie erstmals für die Lagerstätte und es wurden Felder z. B. an die AG Eisenwerk Salzgitter oder die Altenau-Lerbacher Eisenhütte verliehen. Diese wurden schließlich 1890 von der Ilseder Hütte erworben. Zu einer wesentlicheren Ausweitung des Bergbaus kam es indessen bis zum Beginn des Vierjahresplanes der Nationalsozialisten im Jahr 1934 nicht. Erst danach zeigten auch die Hütten an Rhein und Ruhr, vertreten durch die Vereinigten Stahlwerke AG (VESTAG), Interesse an dem Erzlager.
Durch die Ilseder Hütte wurde ein Tagebau Bergmannstrost in Betrieb genommen, der durch einen Stollen unterfahren werden sollte. Er wurde mit einer Schmalspurbahn an das Eisenbahnnetz angeschlossen. Gleichzeitig begannen 1936 die VESTAG mit dem Abteufen des Schachtes Bartelszeche im Süden der Lagerstätte.
Am 1. Oktober 1937 wurden alle Grubenfelder durch die Reichswerke Hermann Göring übernommen und zu einem einzigen Feld Haverlahwiese zusammengelegt. Architekt der Anlage war Pius Pahl, Mitarbeiter im Baubüro Rimpl.

### Der Tagebau Haverlahwiese 1937–1967

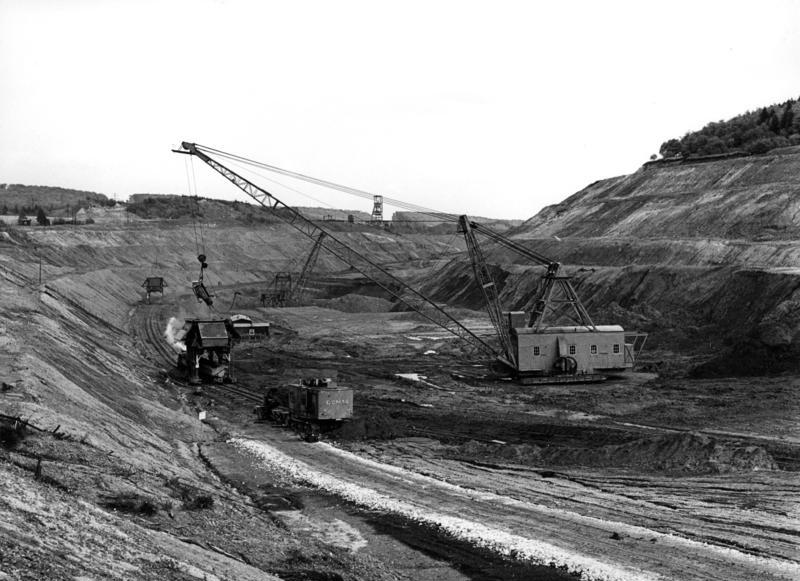
Tagebau Haverlahwiese mit Schürfkübelbagger, im Hintergrund Schacht II

Schon im September 1937, vor der offiziellen Übernahme der Grubenfelder, ließen die Reichswerke im Bereich des geplanten Großtagebaus Haverlahwiese mit dem Abräumen der Erdschichten über dem Erzlager durch Baggerfirmen beginnen. 
Nach Freilegung des Erzlagers im Ausbissbereich und Herstellung des Tagebaugrabens wurden 1938 in den USA zwei Bucyrus-Monighan-Dragline-Großbagger bestellt, die 1939 geliefert wurden. Diese Schürfkübelbagger  konnten sowohl für die weitere Abraumförderung als auch zum direkten Abbau des härteren Erzlagers eingesetzt werden. Ein solcher Großschürfer (deutsche Bezeichnung von 1940) hatte ein Gesamtgewicht von 825 t, einen Kübelinhalt von 7,5 m³ und eine Auslegerlänge von 64 m, womit eine Reichweite von 57 m und eine Grabtiefe von 50 m erzielt wurde. Die Geräte waren noch bei −20 °C einsatzfähig; ihre Spitzenförderleistung betrug 280 m³/h. Die Draglines waren mit ihrem Schreitwerk in der Lage, Steigungen bis 10 % zu überwinden. Um größere Höhenunterschiede zu überwinden, förderten die 2 Geräte, auf verschiedenen Strossen stehend, zusammen. Dabei diente der obere Bagger als Absetzer für den unteren Bagger.
Die Schmalspurbahn wurde bereits 1938 durch eine Normalspurstrecke bis zur Nassaufbereitung Calbecht ersetzt, die für 80-Tonnen-Eisenbahnwaggons geeignet war. Im Tagebau sollte das gesamte Erzlager bis zu einer absoluten Teufe von 100 m abgebaut werden. Dies wurde durch ein geringes Abraum-/Erz-Verhältnis begünstigt. Schon 1938 wurden 16.000 t Erz gefördert, obwohl die Abraumarbeiten noch bis 1940 andauerten. Von da an bis 1943 wurden mehr als 1 Million Tonnen Erz pro Jahr abgebaut. Im Jahr 1944 waren es noch rund 860.000 t und 1945 brach die Förderung infolge des Einmarsches der Alliierten schließlich zusammen. In den Kriegsjahren arbeiten rund 400 Mann im Tagebau. Im November 1945 konnte der Betrieb wieder aufgenommen werden. Da die Erznachfrage gering war und Arbeitskräfte- sowie Materialmangel herrschte, konnten bis einschließlich 1949 von etwa 300 Leuten durchschnittlich 300.000 t/a gefördert werden. Die Förderzahlen der ersten Kriegsjahre wurden auch später nicht wieder erreicht, da der Tagebau nur noch zur Deckung erhöhter Nachfrage und bei Förderausfällen des Tiefbaus betrieben wurde. Der Nachkriegshöchststand lag bei 824.000 t im Jahre 1955. Damit der darunter in streichender Richtung nachgeführte Tiefbau nicht ins Stocken geriet, wurde der Tagebau bis Juni 1964 ausgeerzt und die Erze zunächst aufgehaldet. Im Herbst 1967 waren die Erzhalden abgefahren und der Tagebau wurde endgültig geschlossen. Die 30 Jahre alten, im Volksmund Dinosaurier genannten Schürfkübelbagger wurden verschrottet. Das Tagebauloch, das inzwischen bis fast vor die Tore der Schachtanlage Altenhagen reichte, wurde in den Folgejahren mit Waschbergen (Aufbereitungsrückstände) aufgefüllt. Bis 2007 wurden hier Eisenerze der Grube Konrad abgelagert, die dort bei den Erkundungsarbeiten für einen Betrieb als Atomendlager anfielen.

### Tiefbau Haverlahwiese 1938–1982

#### Aufbau und Aufnahme der Förderung 1938–1945

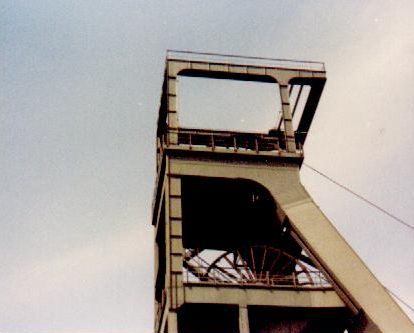
Fördergerüst Schacht 1 von der Seite

Die Behandlung der in Zeit von 1938 bis 1945 arbeitenden Menschen in der Grube ist wenig erforscht. Bekannt ist, dass der Betriebsführer der Grube Haverlahwiese rigoros Arbeiter disziplinierte. Im Juli 1939 wurde ein 39-jähriger Bergarbeiter bei der Gestapo angezeigt, weil er angeblich drei Tage hintereinander der Arbeit ferngeblieben sei, ohne krank zu sein. Allerdings ging die Leitung der Grube im Oktober 1939 wieder von dieser rigorosen Praxis ab und wies die Grubenleitungen und Schachtführungsunternehmen an, jegliches Bummelantentum der Kreisleitung der Deutschen Arbeitsfront und der Kreisleitung der NSDAP zu melden. Wenn allerdings diese Erziehungsmaßnahmen erfolglos bleiben sollten, sei die Gestapo einzuschalten. Danach gab es 1940 weitere Fälle von Anzeigen von Arbeitern aus den Gruben unter Hinzuziehung der Gestapo. In dieser Situation mit der geschürten Propaganda gegen Arbeiter wurde kurz danach das berüchtigte Arbeitslager 21 errichtet.

##### Planung
Die Vorarbeiten für den späteren Tiefbau begannen 1937 mit ausgedehnten Untersuchungsbohrungen, Auswahl der Schachtansatzpunkte, sowie den Planungen für das Grubengebäude und die Tagesanlagen. Das Bergwerk sollte über zwei unabhängige Großschachtanlagen als Hauptförderschächte und über zwei Wetterschächte verfügen. Der bereits von der VESTAG begonnene Schacht Bartelszeche wurde übernommen und in das Bergwerk integriert.

##### Vorarbeiten
Schon vor dem Abteufen der eigentlichen Schächte des Bergwerks wurden die Arbeiten an zwei Hilfsschächten (Hilfsschacht Haverlahwiese I März 1938 und Hilfsschacht Haverlahwiese II Mai 1938) begonnen. Im Jahr 1939 wurde noch ein weiterer Hilfsschacht (Haverlahwiese III) abgeteuft. Diese Schächte ermöglichten die Ausrichtung der Hauptsohlen und die Vorrichtung des Abbaus noch während des Abteufens der Hauptschächte, ohne dass diese Arbeiten behindert wurden. Deshalb konnte in Rekordzeit bereits im Juni 1938 das erste Tiefbauerz über die in den Hilfsschacht I eingebaute Gestellförderung mit dem provisorischen Holzfördergerüst gehoben werden.

##### Haverlahwiese I

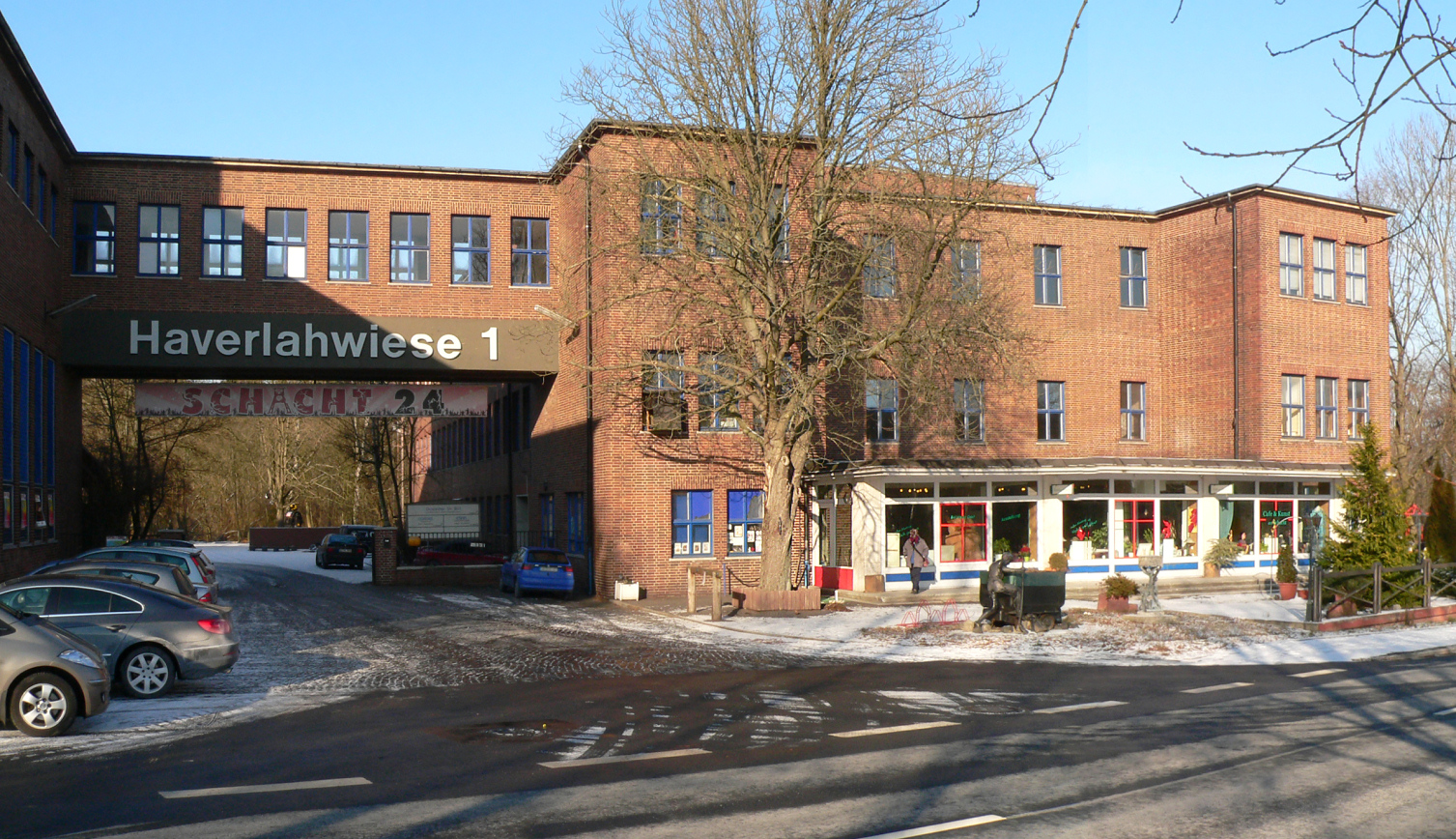
Frühere Werksgebäude um den Hauptförderschacht Haverlahwiese I

Am 8. Mai 1938 begann das Abteufen des Hauptförderschachtes Haverlahwiese I an der Straße von Gebhardshagen nach Steinlah im Liegenden des Erzlagers und unmittelbarer Nachbarschaft des Hilfsschachtes I. Die Arbeiten dauerten bis zum 20. Juli 1940 und endeten in 580 m Teufe unter der Rasenhängebank (Niveau des gewachsenen Bodens). Immer wieder auftretende Schwierigkeiten durch starke Wasserzuflüsse bis zu 1000 l/min konnten durch Verdämmung bewältigt werden. Der runde Schacht erhielt das Standardmaß für Großschächte des Salzgitterreviers von 6,75 m Durchmesser. Bis September 1941 waren die wichtigsten Tagesanlagen und das bis zur oberen Seilscheibenachse 41 m hohe Fördergerüst von der Gutehoffnungshütte Sterkrade fertiggestellt. Im November 1941 übernahm der Schacht schließlich die zentrale Förderung des Bergwerks. Es waren je eine Gestell- und Gefäßförderung (Skip) mit jeweils 10.000 t Tagesförderleistung vorhanden.

##### Haverlahwiese II
Der ebenfalls als Hauptförderschacht vorgesehene Schacht Haverlahwiese II wurde am 1. Juli 1938 in 1,5 km nördlicher Entfernung vom Schacht Haverlahwiese I begonnen. Die Abteufarbeiten am ebenfalls 6,75 m weiten Schacht gestalteten sich äußerst schwierig. Es traten Gebirgsbewegungen auf, in deren Folge die Arbeiten im März 1940 bei 509 m Teufe abgebrochen werden mussten. Kurz darauf kam es zu einem Schachtbruch und der Schacht musste bis 257 m Teufe verfüllt werden, um nicht die ganze Schachtröhre zu verlieren. Die Tagesanlagen wurden nach demselben Projekt wie Schacht I, einschließlich eines identischen Fördergerüstes, errichtet.

##### Schacht Gustedt

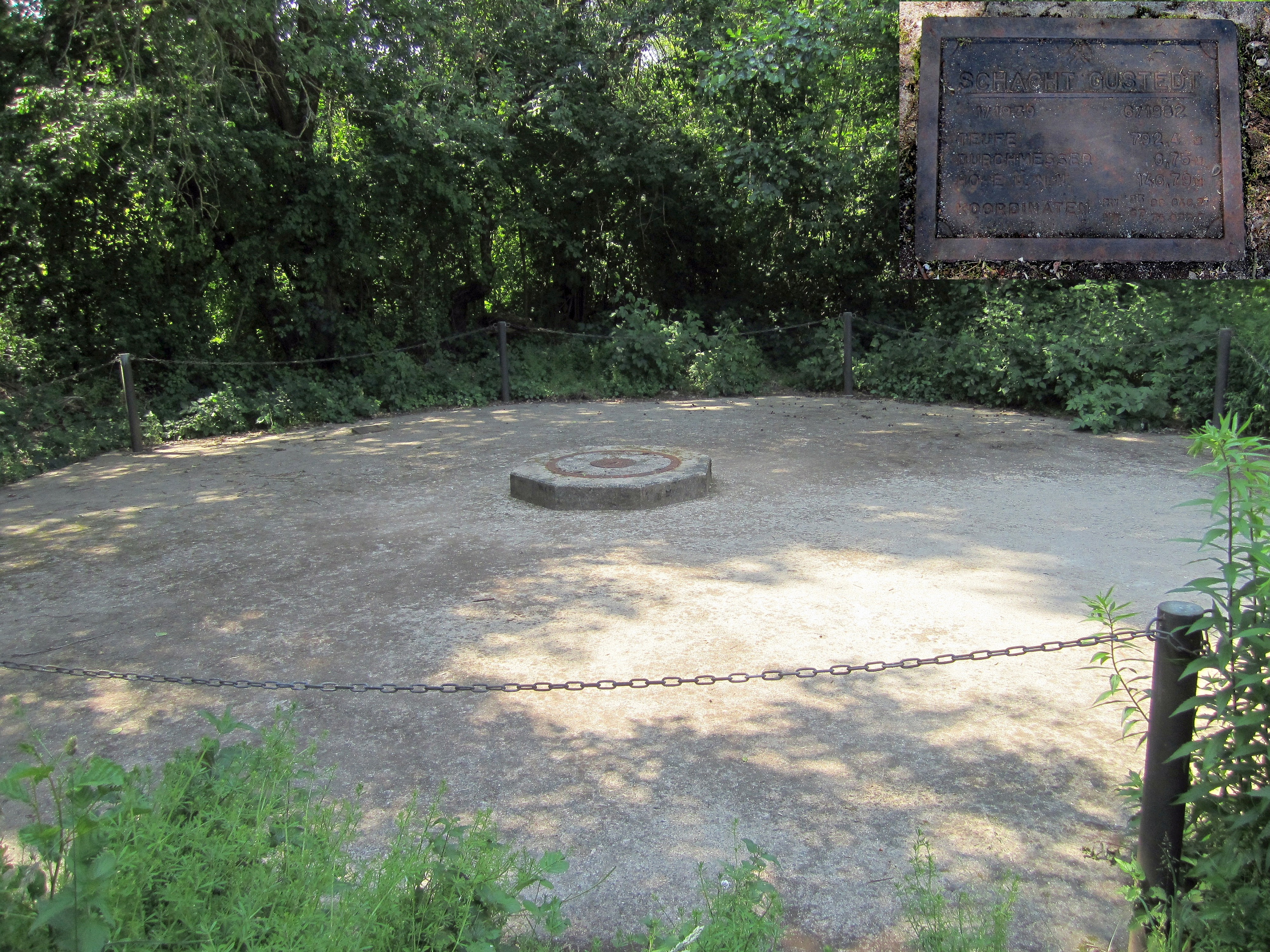
Schacht Gustedt

Der Wetterschacht Schacht Gustedt wurde im April 1938 mit etwas Sicherheitsabstand im Süden des Lagers (52° 5′ 59,9″ N, 10° 18′ 26,3″ O), im Erztiefsten, bei der gleichnamigen Ortschaft begonnen und bis Juni 1940 auf eine Teufe von 793 m niedergebracht. Beim Teufen selbst gab es keine größeren Probleme, nur der Schachtplatz musste 6 m hoch aufgesattelt werden, da er in einem Sumpfgebiet lag. Darüber hinaus wurden zum Abteufen Dampfkessel und -fördermaschinen benötigt, da keine ausreichende Energieversorgung bestand. Wenngleich der Schacht ebenfalls 6,75 m Durchmesser erhielt, da man sich einen späteren Ausbau zum Hauptförderschacht vorbehielt, entstanden nur wenige Bauten auf der Schachtparzelle. Die eintrümige Befahrungseinrichtung befand sich in einem gemeinsamen Gebäude mit der elektrischen Schachthaspel. Dazu gab es noch wenige Nebengebäude. Zu einem weiteren Ausbau kam es nie. Unter Tage entstand die zentrale Wasserhaltung des Bergwerks mit einer Sumpfstrecke und einer Pumpenkammer.
Heute wird das Gelände vom SV Gustedt als Sportplatz genutzt.

##### Schacht Altenhagen

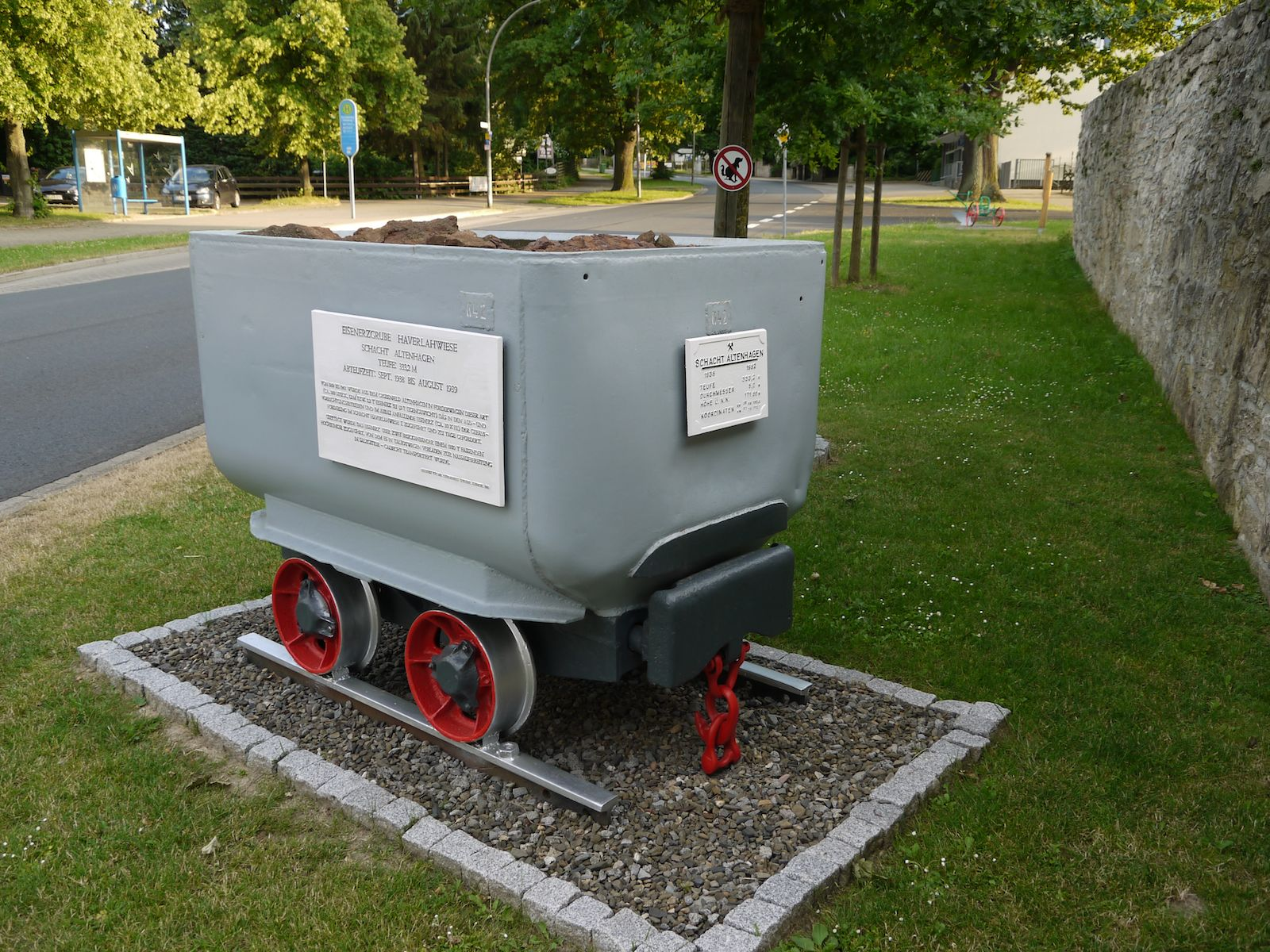
Förderwagen zur Erinnerung an den Erzbergbau; Salzgitter-Lichtenberg

Der Schacht Altenhagen wurde im Zeitraum September 1938 bis August 1939 ohne größere Schwierigkeiten als 5 m weiter Wetter- und Seilfahrtsschacht bis 333 m abgeteuft. Er lag im nördlichsten Teil des Erzlagers, südlich der Siedlung Altenhagen (52° 6′ 46,3″ N, 10° 17′ 36,4″ O). Damit dort die Bergleute in die nördlichen Teile des Bergwerkes einfahren konnten, entstanden eine Waschkaue und weitere Sozialbauten.

##### Schacht Bartelszeche
Der Schacht Bartelszeche wurde 1937 mit 63 m Teufe übernommen und mit Unterbrechungen noch bis 137 m weitergeteuft sowie im Durchmesser erweitert (Juli 1940). Die VESTAG hatte bereits kleinere Tagesanlagen in Barackenbauweise errichtet, die durch die Reichswerke ebenso wie das hölzerne Teufgerüst beibehalten wurden.

##### Inbetriebnahme und Kriegsende
Die horizontale Ausrichtung im oberen Teil des Bergwerkes war 1940 bereits weitgehend fertiggestellt und die tiefste Abbausohle (4. Sohle oder -375-Meter-Sohle, bezogen auf NN) im März 1943 bis Gustedt durchschlägig.
Die Förderung stieg von anfänglichen 5.600 Tonnen im Jahr 1938 fast stetig bis auf 1.412.000 t 1944 bei über 1.400 Mann Belegschaft. 1940 waren im Tiefbau über 2.000 Mann angelegt, diese Zahl sank jedoch durch die Einberufungen und wurde nie wieder erreicht. Die Erze wurden bis zur Betriebsaufnahme der Erzaufbereitung Calbecht 1942 zur Ilseder Hütte transportiert. Nachdem in den letzten Kriegsmonaten kaum noch ein regelrechter Betrieb möglich war, wurde der Betrieb im April 1945 eingestellt und die Wasserhaltung aufgegeben, so dass die Grube auf den tieferen Sohlen ersoff.

#### Nachkriegs- und Blütezeit 1945–1961
Im Spätherbst 1945 gestatteten die alliierten Besatzungsmächte die Wiederinbetriebnahme des Bergwerks und die überfluteten Baue wurden gesümpft. Wenig später lief der Abbaubetrieb auf den höher gelegenen Sohlen wieder an. Schwierigkeiten bereitete in den ersten Nachkriegsjahren der allgemeine Mangel an Ersatzteilen, Energie und Arbeitskräften. Die geförderten Erze wurden zunächst ins Ruhrgebiet geliefert, da die Zukunft der Salzgitter-Hütte noch ungewiss war. 1951 lief deren Produktion wieder an und auf der Grube arbeiteten erstmals wieder über 1.000 Mitarbeiter, mit denen die Förderzahlen von vor dem Zusammenbruch erreicht wurden. Als Abbauverfahren wurde seit 1948 der Blockbruchbau (Herauslösen eines Erzkörpers aus dem Gebirgsverbund, der beim Abfördern von den darüber liegenden Schichten zu Bruch gedrückt wird) angewendet. Der Schacht Bartelszeche wurde 1950 stillgelegt, denn der südliche Lagerstättenteil war bereits bis zu dessen Endteufe ausgeerzt. Im Jahr 1955 wurde die Aufwältigung von Haverlahwiese II begonnen. Dabei musste der Durchmesser auf 5 m verkleinert werden, wodurch der bei seiner Fertigstellung Ende 1957 480 m tiefe Schacht nur mit einer Förderung betrieben werden konnte. Etwa zur gleichen Zeit entstand im Rahmen der Fertigstellung der Tagesanlagen auf Haverlahwiese I unter anderem ein Erzbunker mit Verladung. Ab den 1950er Jahren stieg die Roherzförderung steil an; die höchste Förderung aller Zeiten wurde 1961 mit 3.050.000 t/a erreicht. Diese Zahl bedeutete zugleich einen Wendepunkt.

#### Rationalisierung, Modernisierung und Niedergang 1962–1983

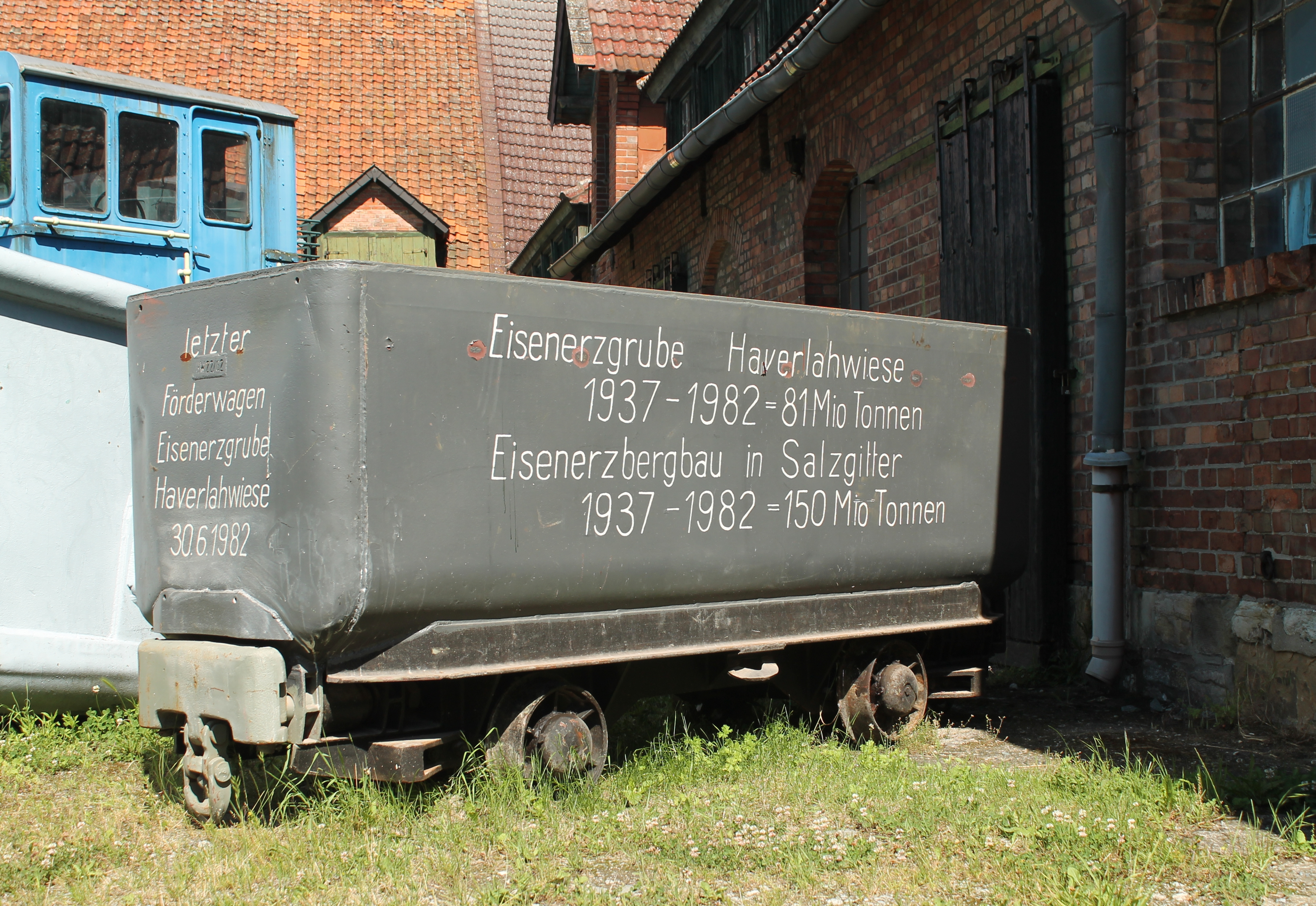
Der letzte Hunt, aufgestellt im Schloßmuseum Salzgitter-Salder

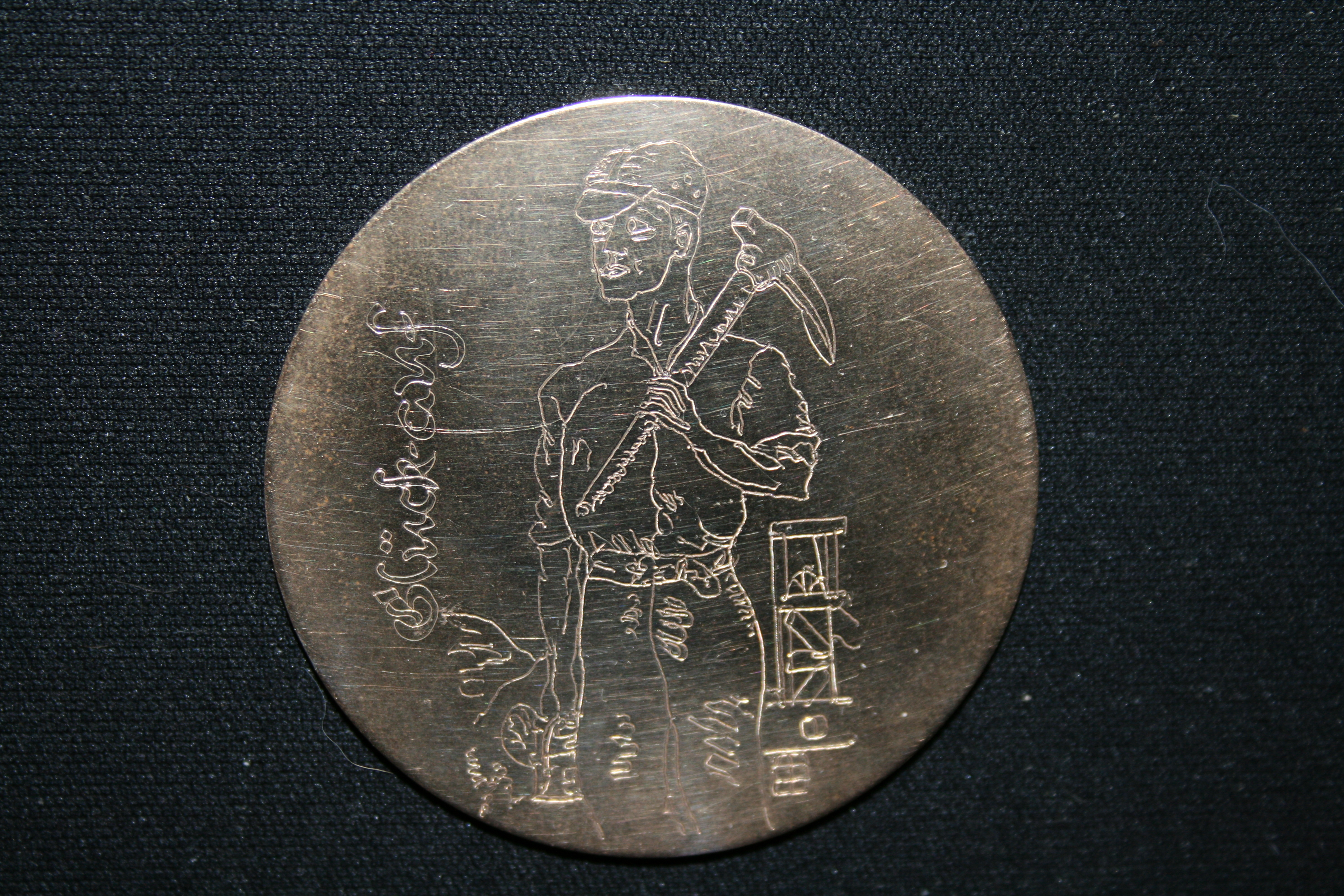
Gedenkmedaille an die Schließung, Avers

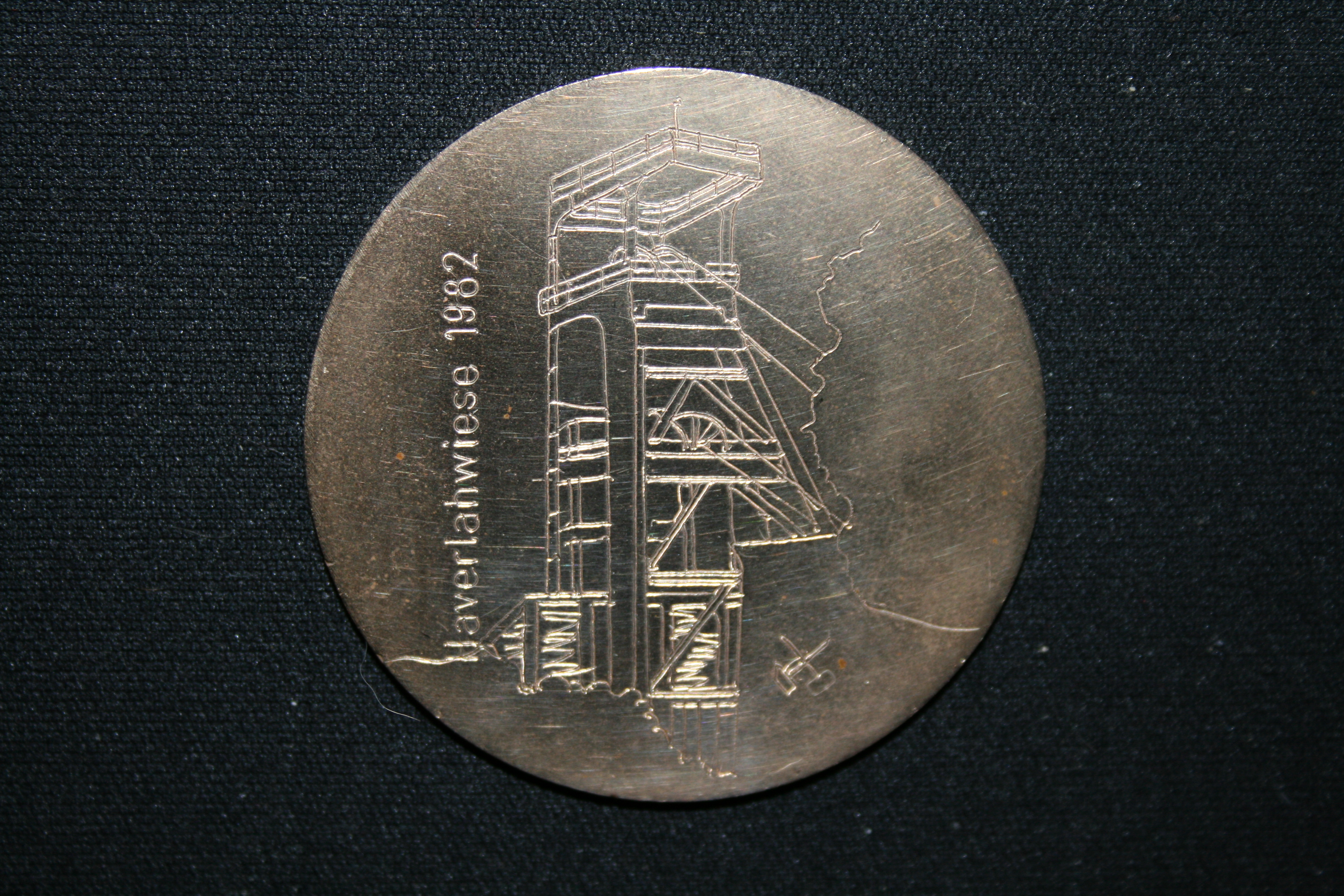
Gedenkmedaille an die Schließung, Revers

Die beginnenden 1960er Jahre bedeuteten für den gesamten Salzgitterbergbau den Anfang einer längeren Krise, die letztendlich das Aus für die meisten Gruben bedeutete. Ursachen waren zum einen eine nachlassende Nachfrage an Stahl und Eisen. Zum anderen drängten günstigere ausländische Erze mit deutlich höheren Eisengehalten auf den deutschen Markt. Weiterhin sind in der Eisenmetallurgie hohe Gehalte an Kieselsäure, wie sie die Salzgittererze besaßen, unerwünscht. Die Grube Haverlahwiese konnte sich in der Krise durch hohe Förderleistungen und damit geringere Gestehungskosten am ehesten behaupten. Am Ende des Jahrzehnts hatten von den 6 Großbergwerken in der Umgebung Salzgitters nur Haverlahwiese und das Eisenerzbergwerk Konrad überlebt.
Dennoch sank die Roherzförderung und die Belegschaftszahl von Jahr zu Jahr. Man versuchte, den Absatzproblemen durch verstärkten Einsatz modernster Technik zu begegnen und erreichte dabei unter Tage hohe Schichtleistungen pro Mann. Dazu gehörte zu Beginn der 1970er Jahre vor allem die Einführung von zentralen Förderbandanlagen zur Förderung von den tieferen nach den höheren Sohlen und die Anschaffung zahlreicher dieselgetriebener Gleislosfahrzeuge für das Bohren, Laden, die Förderung und Mannschaftsfahrung. Trotz aller Bemühungen zeichnete sich ab, dass auch die Grube Haverlahwiese nicht wirtschaftlich betrieben werden konnte. 1976 kam es zur Auflösung des Betreibers, der Salzgitter Erzbergbau GmbH, und zur Stilllegung der Grube Konrad. Durch ein Forschungsvorhaben mit Unterstützung des Bundes konnte Haverlahwiese als Regiebetrieb des Stahlkonzerns Peine+Salzgitter AG (heute Salzgitter AG) in deutlich verringerten Umfang weiterbetrieben werden. Dabei wurden nur höherwertige Lagerstättenteile mit 36 % Fe abgebaut und die Aufbereitung in Calbecht stark vereinfacht. Die Jahresförderung sank unter 1.000.000 t bis auf etwa 700.000 t ab. Die Beschäftigtenzahl verringerte sich auf rund 240 Bergleute. In den 1980er Jahren waren dann die Betriebsdefizite unhaltbar und so wurde am 30. Juni 1982 die Förderung eingestellt. Ein Team von rund 40 Bergleuten führte noch Demontage- und Aufräumarbeiten durch. Am 30. Juni 1983 erfolgte dann die letzte Seilfahrt auf Schacht Haverlahwiese I. Das Grubengebäude füllte sich nach Abschalten der Pumpen mit Wasser; die vier Tagesschächte wurden verfüllt und die Schachtanlagen Haverlahwiese II, Gustedt und Altenhagen vollständig abgebrochen. 1988 fiel als letztes Wahrzeichen das Fördergerüst von Haverlahwiese I, obwohl zuvor Überlegungen bestanden hatten, dieses als Industriedenkmal zu erhalten.
Insgesamt hatte das Bergwerk in den Jahren 1938 bis 1982 81 Millionen Tonnen Roherz gefördert; über die Hälfte der Gesamtförderung aller Salzgittergruben. Die noch anstehenden Erzvorräte höherer Gehalte hätten bei einer Jahresförderung von ca. 1 Mio. Tonnen noch für weitere 30 Jahre ausgereicht.
Wie bei allen Gruben im Salzgitterrevier waren die Tagesanlagen großdimensioniert ausgelegt worden, was dem architektonischen Verständnis des Nationalsozialismus entsprach.

## Erhaltene Anlagen
Auf dem Gelände der ehemaligen Schachtanlage I wurde das monumentale Verwaltungs- und Sozialgebäude erhalten. Es steht gemeinsam mit der beeindruckenden Lohnhalle in seinem Inneren unter Denkmalschutz. Weiterhin stehen noch einige Nebengebäude, die früher als Werkstätten dienten und heute an Firmen verpachtet sind. 
Das Tagebaugelände ist in der Landschaft noch erkennbar. Es ist seit 1999 als Landschaftsschutzgebiet ausgewiesen und wurde zum 30. Juni 2016 zum Naturschutzgebiet erklärt. Bis 2007 wurde hier Erz und Bergematerial aus dem Erkundungsbetrieb für das zukünftige Endlager Schacht Konrad abgelagert. Das Gelände wurde rekultiviert und wird heute als Naherholungsgebiet genutzt.